# Diocèse d'Alais
Le diocèse d'Alais (en latin : Dioecesis Alesiensis) est un ancien diocèse de l'Église catholique en France. Érigé en 1694, il est un des diocèses historiques de l'ancienne province du Languedoc. Le siège épiscopal est supprimé en 1801. Depuis 1877, les évêques diocésains de Nîmes ont relevé le titre d'évêque d'Alès, et portent depuis le titre d'évêque de Nîmes et Alès. 

## Histoire
Le diocèse d'Alais est créé par démembrement du diocèse de Nîmes à la fin du XVIIe siècle.
Alais est conquis sur les protestants par Louis XIII en 1629 et, afin de consolider la foi catholique dans et aux abords des Cévennes, Louis XIV et l'évêque de Nîmes Esprit Fléchier, prennent l'initiative de la fondation de cet évêché. L'érection est faite par une bulle du pape Innocent XII, le 17 mai 1694. À partir de cette date la ville porte désormais le nom d'Alès, mais les deux dénominations subsistent. 
Le diocèse d'Alais était borné au nord par le diocèse de Mende, à l'est par le diocèse d'Uzès, au sud, par les diocèses de Nîmes et de Montpellier et, à l'ouest, par les diocèses de Lodève, Vabres et Rodez.
Le diocèse eut une existence éphémère puisqu'il fut supprimé en 1790 par l'Assemblée constituante, et rattaché à celui d'Avignon. En 1821, Alais fut de nouveau rattaché au diocèse de Nîmes, qui venait d'être rétabli. L'évêque de Nîmes porte les titres d'Alais et d'Uzès.

## Évêques d'Alès

### Évêques diocésains d'Alès
- 1694-1712 : François Chevalier de Saulx ;
- 1713-1719 : Jean-François-Gabriel de Hénin-Liétard ;
- 1721-1744 : Charles de Bannes d'Avéjan ;
- 1744-1755 : Louis-François de Vivet de Montclus ;
- 1756-1776 : Jean-Louis du Buisson de Beauteville ;
- 1776-1784 : Pierre-Marie-Magdeleine Cortois de Balore ;
- 1784-1791 : Louis-François de Bausset.

### Sitographie
- (en) Diocese of Alès (Alais) sur www.catholic-hierarchy.org (consulté le 4 mars 2013)
- (en) Titular episcopal see of Alès sur www.gcatholic.org (consulté le 4 mars 2013)